# Valhall (Band)
Valhall ist eine norwegische Doom-Metal-Band aus Oslo, die im Jahr 1987 gegründet wurde.

## Geschichte
Die Band wurde im Sommer 1987 gegründet, nachdem der Schlagzeuger Fenriz umgezogen war. Er wohnte nun in der Nachbarschaft des Sommerhauses der Brüder Kenneth (E-Bass) und Ronny Sorkness (Gesang). Da alle drei denselben Musikgeschmack hatten, beschlossen sie Valhall zu gründen. Als Gitarrist kam Kenth Robin Olsen, ein Klassenkamerad von Kenneth Sorkness, hinzu. In den folgenden Jahren machte die Band die ersten Proben, bei denen 1988 das Demo Castle of Death entstand. Danach kam Lars Brede Jensen als Gitarrist hinzu, ehe im Januar und November 1989 mit Amalgamation und Trauma zwei weitere Demos erschienen. Amalgamation erschien auch als Split-Veröffentlichung zusammen mit dem Isengard-Demo Spectres over Gorgoroth. Im selben Jahr verließ Fenriz die Band, um sich auf Darkthrone zu konzentrieren, da die Band einen Plattenvertrag bei Peaceville Records erreicht hatte. Auf dem Demo Pagan Token, das im März 1991 erschien, war Fenriz jedoch als Session-Schlagzeuger zu hören.
In der folgenden Zeit änderte sich die Besetzung der Band mehrfach: 1989 kam Thomas Berglie von Khold als neuer Schlagzeuger zur Band, ehe dieser im Frühling durch Erik Lancelot von Ulver ersetzt wurde. Lancelot wiederum wurde durch Karl Jonny Lervåg ersetzt. Zudem verließen auch Olsen und Jensen die Besetzung. Im Frühling 1993 stieg Fenriz wieder in die Band ein, da Darkthrone seit Sommer 1992 pausierte. Im Sommer begannen mit ihm Proben, bei denen neue Lieder entwickelt wurden und nach einem neuen Gitarristen gesucht wurde, den man Geir Kolden fand, ehe Frode Malm als weiterer folgte. Im November begab sich die Gruppe ins Studio, um Material für den Sampler The Reincarnation of the Sun beizutragen. Im Jahr 1995 erschien das Debütalbum Moonstoned bei Head Not Found. Auf dem Album trug Fenriz ein Pseudonym. Zudem spielte er auch gelegentlich mit einer Sado-Maso-Maske, um seine Identität zu verschleiern und den Fokus von sich weg auf die Band zu richten. Danach verließ Malm die Band, woraufhin Olsen zur Band zurückkehrte. Zudem kam Frank Wanberg als Keyboarder. 1997 folgte das zweite Album Heading for Mars. Hierauf trug Fenriz das Pseudonym Lee Bress. Im Sommer desselben Jahres verließ Kolden die Besetzung, woraufhin Wanberg zur E-Gitarre wechselte. Im Jahr 2000 nahm die Band das Album Red Planet auf, das bei Phil Anselmos Label Housecore Records erschien. In der Zwischenzeit von der Aufnahme bis zur Veröffentlichung im Jahr 2009 hatte die Band nach einem passenden Label gesucht und eine lange Pause gemacht. Im selben Jahr spielte die Band auf dem Last Train und dem Metal Merchants Festival.

## Stil
Laut Bandbiografie auf Facebook wurde Valhall durch Bands wie Saint Vitus, Candlemass, Trouble und Sleep beeinflusst. Laut Bradley Smith von nocturnalcult.com hat die Band als Thrash- und Black-Metal-Band begonnen. Im Interview mit Smith gab Ronny Sorkness an, dass man Anfang der 1990er Jahre begonnen hatte, mehr Doom-Metal-Bands wie Saint Vitus, Trouble und Sleep zu hören, weshalb sich auch die Musikrichtung von Valhall dort hinbewegt habe. Lothar Hausfeld von musikreviews.de bezeichnete die Musik auf Red Planet als schweren Doom Metal mit Einflüssen aus dem Stoner Rock und den 1960er und 1970er Jahren. Zudem könne man häufig Parallelen zu Black Sabbath heraushören. Das Lied Rohypnol sei Instrumental und jazzig und Made in Iron lasse Einflüsse aus der New Wave of British Heavy Metal erkennen. Der Gesang werde in den Liedern gewispert. Er empfahl die Musik Fans von Candlemass und Solitude Aeturnus.

## Diskografie
- 1988: Castle of Death (Demo, Eigenveröffentlichung)
- 1989: Amalgamation (Demo, Eigenveröffentlichung)
- 1990: Trauma (Demo, Eigenveröffentlichung)
- 1990: Pagan Token (Demo, Eigenveröffentlichung)
- 1995: Moonstoned (Album, Head Not Found)
- 1997: Heading for Mars (Album, Head Not Found)
- 2009: Red Planet (Album, Housecore Records)